# Нові Байдари
Нові Байда́ри (рос. Новые Байдары) — село у складі Половинського округу Курганської області, Росія.
Населення — 159 осіб (2010, 268 у 2002).
Національний склад станом на 2002 рік:
- росіяни — 83 %